# Рожична (Шепетівський район)
Рожи́чна — село в Україні, у Грицівській селищній громаді Шепетівського району Хмельницької області. Населення становить 179 осіб.

## Географія
Через село тече річка Поганка.

## Історія
У 1906 році село Хролинської волості Ізяславського повіту Волинської губернії. Відстань від повітового міста 38 верст, від волості 12. Дворів 132, мешканців 729.

## Уродженці
- Олег Григорович Лукашук (нар. 1 червня 1951) — український політик. Народний депутат України. Член партії ВО «Батьківщина».